# イタリア語講座
イタリア語講座（イタリアごこうざ）は、NHKラジオ第2放送で放送されていた、NHK各国語学講座のひとつ。
20分番組。月～土の放送が基本であるが、月～木は入門編（6ヶ月単位）、金、土は応用編（3ヶ月単位）で構成されていた。
2008年4月のNHKラジオの語学番組再編（15分に短縮）に伴い、本放送は2008年3月で終了した。再放送枠「アンコールイタリア語講座」は2010年3月まで続けられた。後番組は「まいにちイタリア語」および「アンコールまいにちイタリア語」に引き継がれている。

## 放送時間
- アンコールイタリア語講座

月～土　11:20～11:40

## 講師
かっこの中の役職は、放送当時の役職。

### 2009年度
（アンコールイタリア語講座）

#### 入門編
- 芝田高太郎（慶應義塾大学講師）（2009年4月～9月、2009年10月～2010年3月）（2006年4月～9月の再放送）

初級会話でコミュニケーション「ヴェネツィア語学留学に挑戦」

#### 応用編
- 松浦弘明（多摩美術大学准教授）（2009年4月～6月、2009年10月～12月）（2004年4月～6月の再放送）

イタリア語で“聴く”ルネサンスの名画
- 中矢慎子（国立音楽大学講師）（2009年7月～9月、2010年1月～3月）（2005年1月～3月の再放送）

手紙で学ぶ中級文法

### 2008年度
（アンコールイタリア語講座）

#### 入門編
- 高田和文（ローマ日本文化会館館長）（2008年4月～9月、2008年10月～2009年3月）（2003年4月～9月の再放送）

初歩から話そうステップ100

#### 応用編
- 鈴木マリア・アルフォンサ（東京大学講師）（2008年4月～6月、2008年10月～12月）（2005年4月～6月の再放送）

ビジネス　イタリア語会話
- 武田好（星美学園短期大学講師）（2008年7月～9月、2009年1月～3月）（2003年1月～3月の再放送）

オペラで学ぶイタリア語II

### 2007年度

#### 入門編
- 京藤好男（国立音楽大学講師）、中矢慎子（国立音楽大学講師）（2007年4月～9月）

ダブルで鍛える＜文法＞と＜リスニング＞
- 芝田高太郎（慶應義塾大学非常勤講師）（2007年10月～2008年3月）（2006年4月～9月の再放送）

初級会話でコミュニケーション「ヴェネツィア語学留学に挑戦」

#### 応用編
- 近藤直樹（京都外国語大学専任講師）（2007年4月～6月）（2004年10月～12月の再放送）

イタリア喜劇を楽しもう!
- 森口いずみ（東京外国語大学講師）（2007年7月～9月）（2006年4月～6月の再放送）

詩への招待　～2人のイタリア詩人、カルドゥッチとパスコリ～
- 一ノ瀬俊和（国立音楽大学准教授）（2007年10月～12月）（2006年10月～12月の再放送）

わたしのお国自慢!イタリア都市めぐり
- 鈴木マリア・アルフォンサ（2008年1月～3月）（2005年10月～12月の再放送）

何が何でもコミュニケーション

### 2006年度

#### 入門編
- 芝田高太郎（慶應義塾大学非常勤講師）（2006年4月～9月）

初級会話でコミュニケーション「ヴェネツィア語学留学に挑戦」
- 武田好（神戸女学院大学講師）（2006年10月～2007年3月）（2004年4月～9月の再放送）

サバイバル術ステップ100

#### 応用編
- 森口いずみ（東京外国語大学講師）（2006年4月～6月）

詩への招待　～2人のイタリア詩人、カルドゥッチとパスコリ～
- 中矢慎子（国立音楽大学講師）（2006年7月～9月）（2005年1月～3月の再放送）

手紙で学ぶ中級文法
- 一ノ瀬俊和（国立音楽大学講師）（2006年10月～12月）

わたしのお国自慢!イタリア都市めぐり
- 鈴木マリア・アルフォンサ（2007年1月～3月）（2005年4月～6月の再放送）

ビジネス　イタリア語会話

### 2005年度

#### 入門編
- 京藤好男（国立音楽大学非常勤講師）（2005年4月～9月）

料理で覚えるステップ100
- 高田和文（静岡文化芸術大学教授）（2005年10月～2006年3月）（2003年4月～9月の再放送）

初歩から話そうステップ100

#### 応用編
- 鈴木マリア・アルフォンサ（2005年4月～6月）

ビジネス　イタリア語会話
- 武田好（神戸女学院大学講師）（2005年7月～9月）（2003年1月～3月の再放送）

オペラで学ぶイタリア語II
- 鈴木マリア・アルフォンサ（2005年10月～12月）

何が何でもコミュニケーション
- 松浦弘明（多摩美術大学助教授）（2006年1月～3月）（2004年4月～6月の再放送）

イタリア語で“聴く”ルネサンスの名画

### 2004年度

#### 入門編
- 武田好（神戸女学院大学講師）（2004年4月～9月）

サバイバル術ステップ100
- 木下太朗（同志社女子大学非常勤講師）（2004年10月～2005年3月）（2002年4月～9月の再放送）

今度のステップ100はイタリア語練習帳

#### 応用編
- 松浦弘明（多摩美術大学助教授）（2004年4月～6月）

イタリア語で“聴く”ルネサンスの名画
- 堤康徳（慶應義塾大学非常勤講師）（2004年7月～9月）（2004年1月～3月の再放送）

カルチョでイタリア語
- 近藤直樹（京都外国語大学専任講師）（2004年10月～12月）

イタリア喜劇を楽しもう!
- 中矢慎子（国立音楽大学講師)（2005年1月～3月）

手紙で学ぶ中級文法

### 2003年度

#### 入門編
- 高田和文（静岡文化芸術大学教授）（2003年4月～9月）

初歩から話そうステップ100
- 松浦弘明（多摩美術大学助教授）（2003年10月～2004年3月）（2001年4月～9月の再放送）

基礎をしっかり固めるステップ100

#### 応用編
- エルマンノ・アリエンティ（慶應義塾大学講師、国立音楽大学講師）（2003年4月～6月）（2001年10月～12月の再放送）

シェフになるためのイタリア語講座
出演：石橋奈美
- 武田好（神戸女学院大学講師）（2003年7月～9月）（2002年1月～3月の再放送）

オペラで学ぶイタリア語
- 近藤直樹（京都外国語大学非常勤講師）（2003年10月～12月）（2002年10月～12月の再放送）

中級を目指す人へのイタリア語文法講座
- 堤康徳（慶應義塾大学非常勤講師）（2004年1月～3月）

カルチョでイタリア語

## イタリア語講座テキストの連載

### 2007年度
- 私のお国自慢
- イタリア式通訳狂騒曲　（田丸公美子）
- Dolce Italiano
- アリアで学ぶイタリア語
- 間違いやすいイタリア語　（武田好）
- Roma君　（ベリッシモ・フランチェスコ）

### 2006年度
- Lavorare in Giappone
- 歌うイタリア　（池田理代子）
- Dolce Italiano
- アリアで学ぶイタリア語
- 間違いやすいイタリア語　（武田好）
- Roma君　（ベリッシモ・フランチェスコ）